# 板谷広当

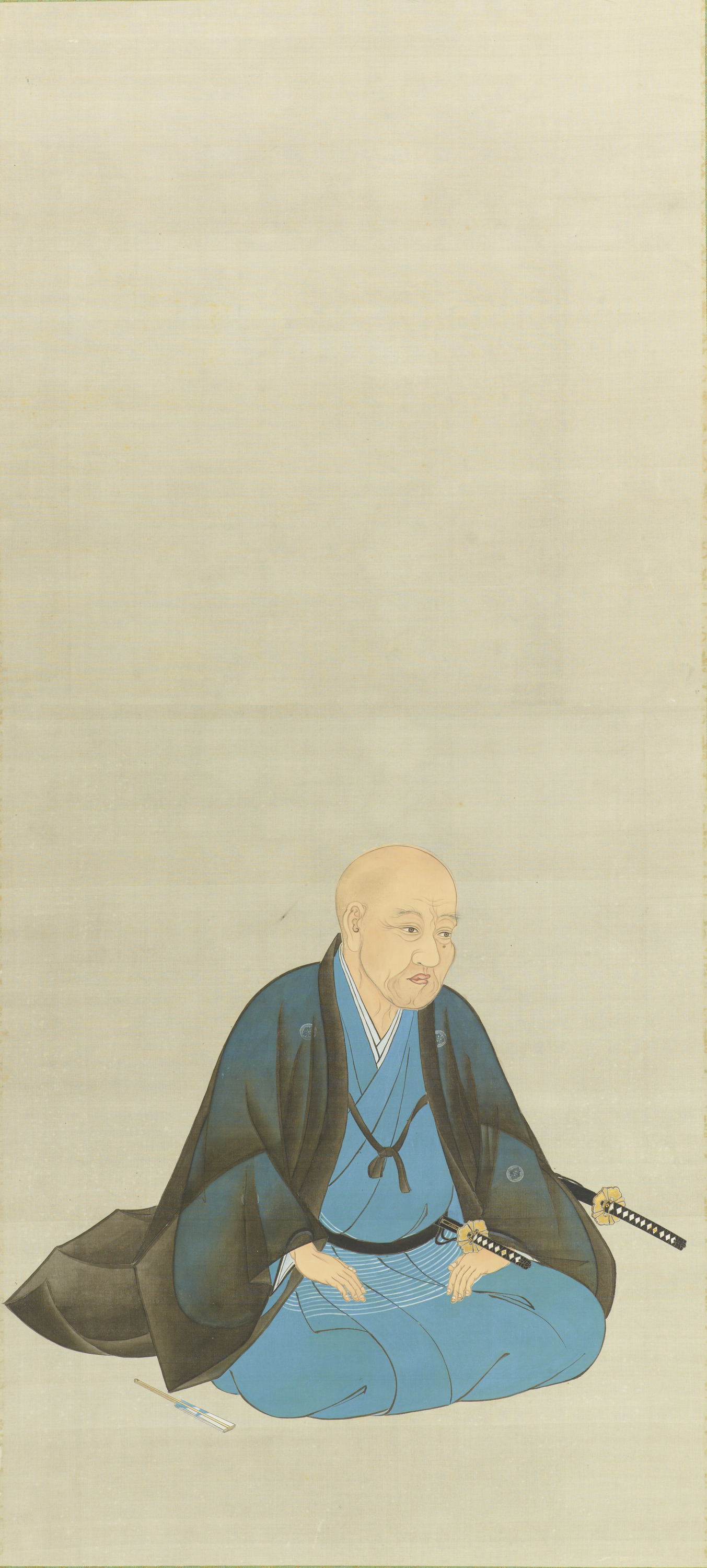
板谷広当（東京国立博物館蔵「住吉広守・住吉広行・板谷広当像」より）

板谷 広当（いたや ひろまさ、享保14年（1729年） - 寛政9年8月21日（1797年10月10日））は、日本の江戸時代中期に活躍した、江戸幕府の御用絵師。大和絵の一派・住吉派から別れた板谷派の初代。幼名は広度 （ひろのり）。通称は慶舟、のち桂舟。そのため板谷慶舟（桂舟）とも、名前と合わせて板谷慶舟（桂舟）広当とも呼ばれる。

## 略伝
尼崎藩青山大膳亮の家臣・板谷次郎兵衛の子として生まれる。寛保元年（1741年）13歳から住吉家4代住吉広守に入門。青山氏のもとで寛延4年（1751年）2人扶持、御勘定所見習。宝暦9年（1759年）御徒士小姓に取り立て、絵師を仰せ付けられ剃髪、慶舟に改名。安永2年5月6日（1773年6月25日）広守の隠居にあたり、幕府の許可を得て青山氏から出て住吉家の家督を相続し、扶持・屋敷と共に継いだ。同年6月1日、徳川家治にお目見え。青山氏からの2人扶持は、長男の岩之助（住吉廣行か）が継ぎ、その後広当の三男と思われる慶珉が受け継ぐ（その後は不明）。安永6年（1777年）に住吉姓に改める。
しかし、廣行が無事成長すると天明元年12月25日（1782年2月7日）家督・扶持・屋敷を廣行に渡し、再び板谷姓に戻る。同2年2月8日新規御抱えとなり、5人扶持と赤坂丹後坂に屋敷を与えられ、奥御用を仰せ付けられる。以後、板谷家は狩野家、住吉家と共に代々奥御用を勤める家柄となる。
尾張徳川家にも重用され、9代当主・徳川宗睦の命で廣行と共に「東照宮縁起絵巻」を制作する。ただこの頃広当は他所で、自分は尾張徳川家に重用された大家で、席画の際には高価な金銀泥箔絵絹なども惜しむことなく使える、などと吹聴する。尾張藩はこの時藩政改革の真っ最中であり、宗睦が奢侈に流れたとの風聞が立つのは都合が悪いため、一時広当と宗睦は疎遠になっている。広当は自らの舌禍が招いたこととはいえこれを挽回するために、尾張藩主の菩提寺である建中寺に「釈迦三尊・五百羅漢」寄進を尾張藩に申し入れ、しばらく後に宗睦との関係は修復している。寛政7年 （1795年) から桂舟と号した。翌9年に病没、享年69。戒名は澄性院清江桂舟居士。菩提寺は南青山の梅窓院。板谷家自体は息子の板谷慶（桂）意広長が継いだ。以後、板谷家では、桂舟と桂意の号を交互に使用している。

## 作品
| 作品名                                           | 技法                         | 形状・員数 | 寸法（縦x横cm）                                                                           | 所有者                 | 年代               | 落款・印章                                                        | 文化財指定                                                            | 備考 |
| ------------------------------------------------ | ---------------------------- | ---------- | ----------------------------------------------------------------------------------------- | ---------------------- | ------------------ | ----------------------------------------------------------------- | --------------------------------------------------------------------- | --- |
| 毘沙門天像                                       | 絹本墨画淡彩                 | 1幅        | 45.2x19.5                                                                                 | 東京国立博物館         | 1782年（天明2年）  | 「天明ニ壬寅正月五日初寅広当謹画」                                | 「広当之印」白文方印                                                  | |
| 東照宮縁起絵巻                                   | 紙本著色                     | 5巻        | 巻一：40.1x1018.5 巻二：40.1x2239.4 巻三：40.0x1388.0 巻四：40.1x1749.7 巻五：40.1x1101.1 | 名古屋東照宮           | 1789年（寛政元年） | 「行年六十一歳慶舟藤原広当」                                      |                                                                       | 廣行・広長との合作。当時、日光大楽院にあった住吉如慶筆「東照宮縁起絵巻」（現存せず）を参考に制作。                                  |
| 鷹図                                             | 絹本著色                     | 2幅        | 右幅：120.0x43.9 左幅：120.0x44.0                                                         | 大英博物館             | 1789年（寛政元年） | 「住吉慶舟藤原広当行年六十一歳筆」                                | 「広当之印」白文方印                                                  | |
| 月下初雁図                                       | 絹本著色                     | 1幅        | 118.4x42.8                                                                                | 個人                   | 1789年（寛政元年） | 「行年六十一歳慶舟藤原広当」                                      | 「和画之一流」朱文方印                                                | |
| 源氏物語図                                       | 絹本著色                     | 1幅        | 96.0x41.2                                                                                 | 大英博物館             | 1790年（寛政2年）  | 「行年六十二歳慶舟藤原広当」                                      | 「和画一流」朱文円印                                                  | |
| 釈迦三尊・五百羅漢図                             | 紙本墨画 2幅のみ紙本墨画淡彩 | 50幅       | 133.5～134.2x57.2～57.7                                                                   | 建中寺                 | 1791年（寛政3年）  | 「住吉慶舟藤原広当行年六十三歳謹画」（釈迦三尊のみ）              | 「広当之印」白文方印（釈迦三尊のみ） 「住吉慶舟」朱文方印（五百羅漢） | 徳川宗睦の名で寄進。この時は表具されていなかったため、藩の寺社奉行が寄付を募って享和2年（1802年）7月に完成。伝来で1幅失われている。 |
| 直衣人物・老松・若松図                           | 紙本著色                     | 3幅        | 92.7x27.1（各）                                                                           | 個人                   | 1792年（寛政4年）  | 「行年六十四歳慶舟」                                              | 「和画之一流」朱文方印                                                | |
| 夏祓図                                           | 絹本著色                     | 1幅        | 111.1x41.6                                                                                | 個人                   | 1793年（寛政5年）  | 「行年六十五歳慶舟筆」                                            | 「和画之一流」朱文方印                                                | |
| 富士牧牛図                                       | 紙本墨画                     | 1幅        | 56.0x88.3                                                                                 | 個人                   | 1793年（寛政5年）  | 「寛政五年癸丑年正月二日書初行年六十五歳慶舟藤原広当」            | 「広当之印」白文方印                                                  | |
| 牡丹図                                           | 絹本著色                     | 1幅        | 42.3x58.1                                                                                 | 個人                   | 1794年（寛政6年）  | 「行年六十六歳慶舟藤原広当」                                      | 「広当」朱文方印                                                      | |
| 毘沙門天像                                       | 紙本墨画                     | 1幅        | 68.2x28.6                                                                                 | 個人                   | 1794年（寛政6年）  | 「寛政六年甲寅歳正月二日初寅日寅刻画之 行年六十六歳慶舟藤原広当」 | 「和画一流」朱文円印                                                  | |
| 勿来関図                                         | 絹本著色                     | 1幅        | 109.0x53.0                                                                                | 東京国立博物館         | 1794年（寛政6年）  | 「住吉慶舟行年六十六歳画」                                        | 「和画一流」朱文円印                                                  | |
| 源氏物語図                                       | 絹本著色                     | 3幅        | 右幅：130.8x49.7 中幅：131.0x49.7 左幅：130.7x49.6                                        | 土佐山内家宝物資料館   | 1796年（寛政8年）  | 「慶舟行年六十八歳画」                                            | 「和画之一流」朱文方印                                                | |
| 源氏絵浮舟                                       | 絹本著色                     | 1幅        | 31x47                                                                                     | 誠之館                 | 1796年（寛政8年）  | 「行年六十八歳慶舟藤原広当画」                                    | 「広当之印」白文方印                                                  | |
| 源氏物語図 花宴                                  | 絹本著色                     | 3幅        | 100.8x37.7                                                                                | 個人                   | 1797年（寛政9年）  | 「行年六十九歳桂舟画」                                            | 「和画之一流」朱文方印                                                | |
| 源頼義図                                         | 絹本著色                     | 1幅        | 94.5x33.0                                                                                 | ウィーン国立工芸美術館 | 不詳               | 「慶舟藤原広当画」                                                | 「和画之一流」朱文方印                                                | |
| 花鳥図                                           | 絹本著色                     | 2幅        | 右幅：93.0x35.0 左幅：93.0x35.1                                                           | 大英博物館             | 不詳               | 「住吉慶舟画」                                                    | 「和画一流」朱文円印                                                  | |
| 陵王図                                           | 絹本著色                     | 1幅        | 120.5x44.1                                                                                | ギメ東洋美術館         | 不詳               | 「慶舟藤原広当画」                                                | 「和画之一流」朱文方印                                                | |
| Priest Looking Out into a Snow-covered Landscape | 絹本著色                     | 1幅        | 42.7x69.2                                                                                 | ミネアポリス美術館     |                    | 「住吉慶舟藤原広当」                                              | 「広当之印」白文方印                                                  | |
| 那須与一図                                       | 絹本著色                     | 1幅        | 40.0x63.6                                                                                 | 個人                   | 不詳               | 「住吉慶舟画」                                                    | 「広当之印」白文方印                                                  | |
| 樹下双鶴図                                       | 絹本著色                     | 1幅        | 91.8x34.8                                                                                 | 個人                   | 不詳               | 「慶舟藤広当」                                                    | 「和画之一流」朱文方印                                                | |
| 富士桜松奇岩図                                   | 絹本著色                     | 1幅        | 125.2x49.5                                                                                | 個人                   | 不詳               | 「住吉慶舟藤原広当」                                              | 「和画之一流」朱文方印                                                | |
| 井手の玉川図衝立                                 | 絹本著色                     | 1基        | 50.7x86.0                                                                                 |                        | 不詳               | 「住吉慶舟藤原広当」                                              | 「和画一流」朱文円印                                                  | |
| 松竹鶴亀図                                       | 絹本著色                     | 2幅        | 88.5x28.0（各）                                                                           | 個人                   | 不詳               | 「住吉慶舟画」                                                    | 「広当之印」白文方印                                                  | |
| 琴棋書画図屏風                                   | 紙本金地著色                 | 六曲一双   | 159.5x346.6                                                                               | 個人                   | 不詳               | 「住吉慶舟画」                                                    | 「広当之印」白文方印                                                  | |
| 小朝拝朔旦冬至図屏風                             | 絹本著色                     | 六曲一双   | 右隻：137.6x337.4 左隻：137.3x336.8                                                       | 徳川美術館             | 不詳               |                                                                   |                                                                       | 土佐光起筆「朝儀図屏風」（茶道資料館蔵）の写し。                                                                                    |
| 負元亀・獅子狛犬図                               | 絹本著色                     | 1巻        | 44.4x345.7                                                                                | 徳川美術館             | 不詳               |                                                                   |                                                                       | 負元亀を廣行、獅子狛犬を広当が担当した合作。                                                                                        |
| 吉野桜・竜田紅葉                                 |                              | 2幅        | 92.3x32.3（各）                                                                           | 一宮市博物館           |                    |                                                                   |                                                                       | |